# Gesse des marais
Lathyrus palustris
Espèce
Classification phylogénétique
Statut de conservation UICN

 LC  : Préoccupation mineure
La Gesse des marais, Lathyrus palustris, est une espèce de plantes à fleurs de la famille des Fabaceae (de la sous-famille des Faboideae selon la classification phylogénétique). C'est une plante herbacée annuelle originaire d'Europe, d'Asie et d'Amérique du Nord.

## Protection
Elle est protégée dans plusieurs régions de France. Elle est notamment inscrite dans la liste des espèces végétales protégées en Alsace, dans le Nord-Pas-de-Calais et en Picardie.

## Synonyme
- Lathyrus myrtifolius Muhl. ex Willd.